# Straßenkreuzung

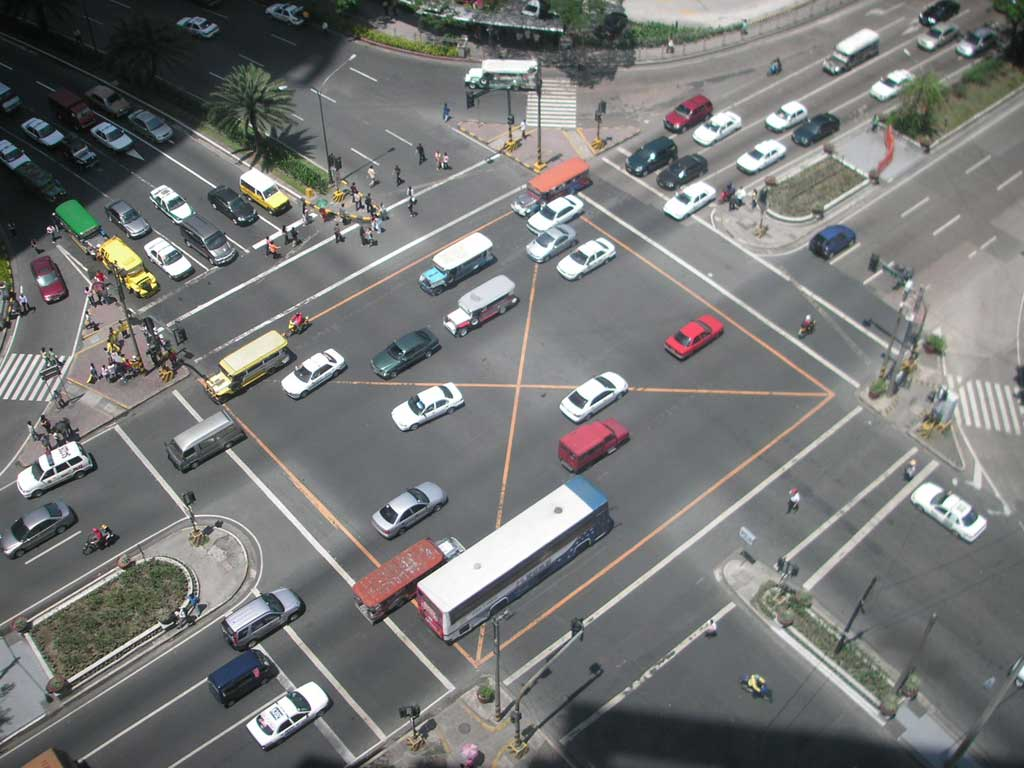
Kreuzung zwischen der Ayala Avenue und der Buendia Avenue in Makati City

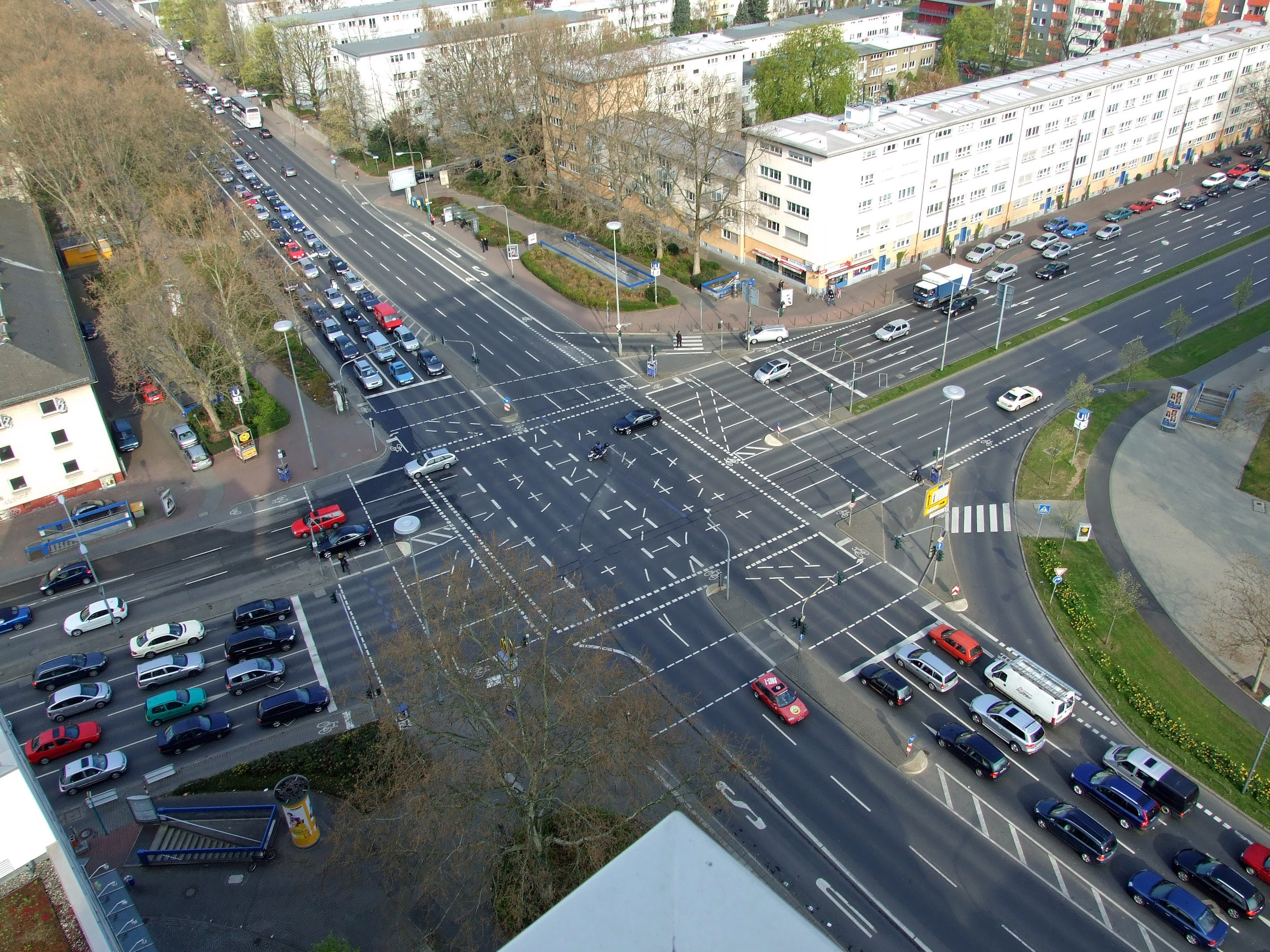
Kreuzung am Frankfurter Alleenring

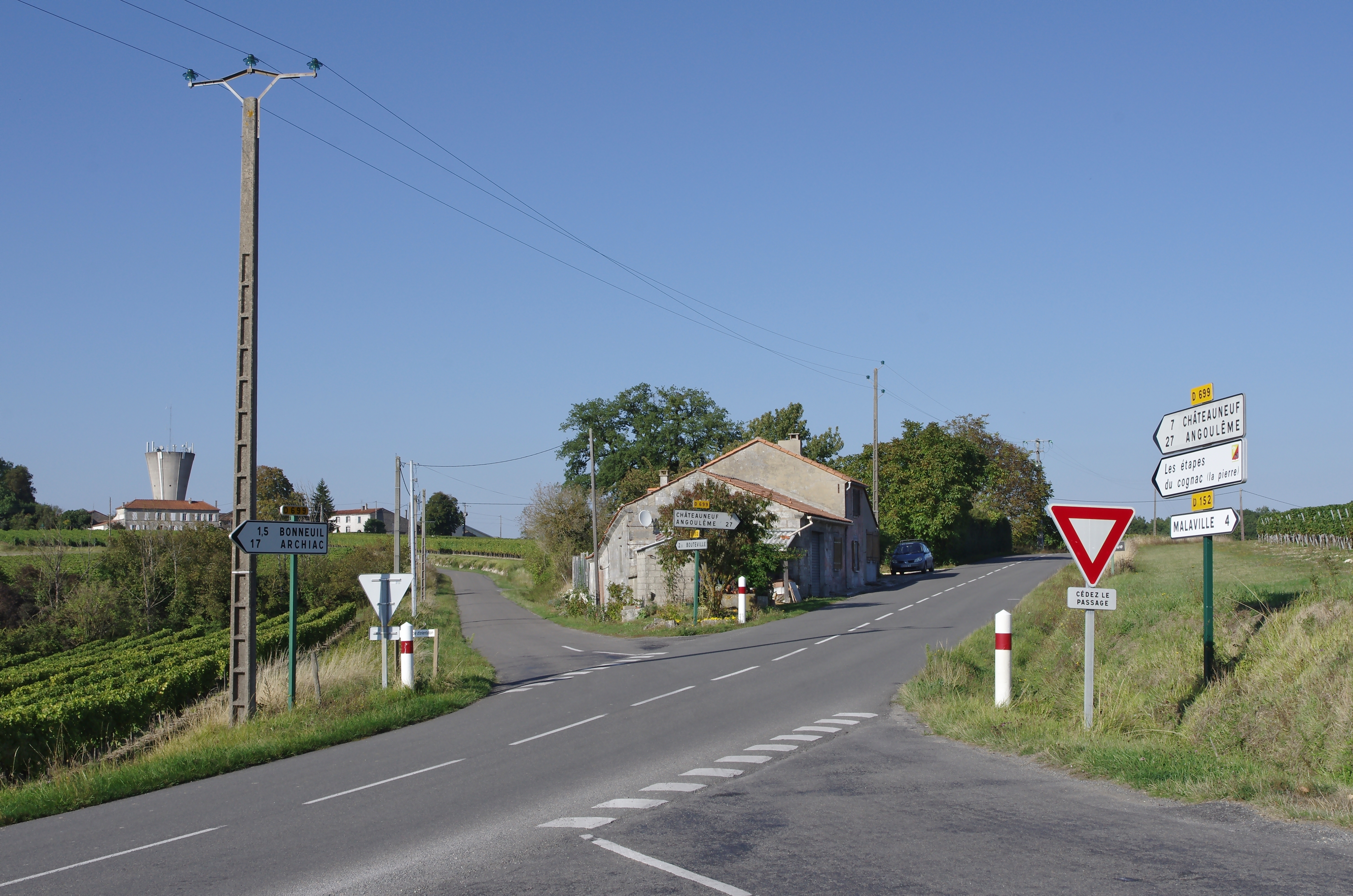
Kreuzung zwischen der D699 und der D152 bei Bonneuil (Charente)

Eine Straßenkreuzung ist eine Stelle, an der sich zwei oder mehrere Straßen kreuzen. Normalerweise ist es ein plangleicher Knoten, in dem die Straßen auf dem gleichen Niveau liegen. Im Straßenbau wird eine Kreuzung als ein Knotenpunkt definiert, der mindestens drei Knotenpunktsarme besitzt und von zwei durchgehend befahrbaren Straßen gebildet wird.
In der Regel werden die eigene Richtungsfahrbahn und die Gegenrichtung in ländlichen Gebieten und weniger frequentierten Straßen überwiegend nebeneinander geführt. In Ballungsgebieten liegen dazwischen häufig Schienen der Straßenbahn, der im Stoßverkehr auch vom Bus-Linienverkehr mitbenutzt wird und mit ÖPNV-Bevorrechtigung ausgestattet sein kann.
Kreuzungen können mit Lichtsignalanlagen (Ampeln) ausgestattet werden, falls dies erforderlich ist. Alternativ können diese durch Verkehrszeichen geregelt werden.
Einmündungen sind von Kreuzungen zu unterscheiden. Während bei einer Kreuzung alle Straßen nach dem Aufeinandertreffen weiter verlaufen, endet bei einer Straßeneinmündung (umgangssprachlich als „T-Kreuzung“ bezeichnet) eine der Straßen.

## Alternative Formen
Straßen mit hohem Verkehrsaufkommen haben – sofern baulich möglich – eine oder mehrere Abbiegestreifen, damit der Verkehr besser fließt. Kreisverkehre sind eine Alternative Knotenpunktform wie Kreuzungen und verwenden keine Lichtzeichenanlagen.
Eine Besonderheit ist der Wechsel vom Links- auf den Rechtsverkehr. Dieser tritt an Landesgrenzen zu Ländern mit Links- und Rechtsverkehr auf, an zusammenlaufenden Einbahnstraßen und an Anschlussstellen von Typ DDI.

### Höhengleiche Ertüchtigungen von Straßenkreuzungen
Die Ertüchtigung einer Straßenkreuzung besteht darin, mehr Fahrzeuge in weniger Zeit unfallfrei passieren zu lassen.
Bei der Änderung der Lichtsignalanlage (Ampel) wird die Signalfolge an den Bedarf angepasst oder auf Einbeziehung der menschlichen Intelligenz gesetzt wie Grünpfeil für Rechtsabbieger oder das Erlauben das Linksabbiegens bei Vorrang des Gegenverkehrs mit abschließendem Räumen per Grüner Pfeil. Durch eine Stau- und Bedarfserkennung über Sensoren oder Taster für Fußgänger (Anforderungsampel) können die Phasen der Lichtsignalanlage je nach Verkehrssituation geändert werden.
Die Leistungsfähigkeit kann auch durch Umbauten gesteigert werden, etwa durch die Verkürzung und Aufteilung von Fußgängerüberwegen, die durch Verkehrsinseln wie bei einem Ausfahrkeil entstehen, oder durch die Einrichtung getrennter Abbiegefahrstreifen. Ein Ausfahrkeil wird in den USA als Jughandle (Teekannengriff) bezeichnet und steht für die Form der Fahrbahn. Für Linksabbieger wird in den USA ein indirektes Jughandle vereinzelt angewandt. Es entspricht einer Schleifenrampe und beschreibt eine 270°-Kurve. Bei vier Jughandles entfallen alle Linksabbieger und ein höhengleiches Kleeblatt entsteht wie in Toms River, New Jersey an der Kreuzung der Bay Avenue und der Hooper Avenue bei 39° 58′ 44″ N, 74° 10′ 58″ W. Diese Kreuzung schaltet nur zwei Richtungen auf der Ampel.
Wirksame Verfahren für die Hauptrichtung sind die Abschaffung von weiteren im Konflikt stehenden Richtungen. Hierunter fallen die Linksabbieger durch Blockumfahrung und Michigan Left oder die Superstreet, bei der die Nebenrichtung nur indirekt über Michigan Left geradeaus fährt oder das zeitlich gemeinsame Linksabbiegen per Continuous-Flow.

### Höhenfreie und teilhöhenfreie Kreuzungen
Nicht niveaugleiche Kreuzungen sind so angelegt, dass der Verkehr – je nach Blickwinkel und Bedarf – über- oder unterführt wird; sie stellen somit keine echten Kreuzungen dar.
Vollständig höhenfreie Kreuzungen sind Formen von Autobahnkreuzen, teilhöhenfrei sind Anschlussstellen.

## Benutzung
In Kreuzungen „darf trotz Vorfahrt oder grünem Leuchtzeichen nicht […] eingefahren werden, wenn auf ihr gewartet werden müsste.“ § 11 Abs. 1 StVO (Rückstau) oder wenn sich ein Einsatzfahrzeug mit eingeschaltetem Blaulicht und Martinshorn nähert. Bei ausgefallener Lichtzeichenanlage hat der Schienenverkehr gegebenenfalls Vorrang vor dem übrigen Verkehr. Ansonsten gelten die Verkehrszeichen, wenn nicht Verkehrshelfer oder Verkehrspolizisten den Verkehr regeln.